# 국립공주대학교
국립공주대학교(國立公州大學校, Kongju National University)는 대한민국 충청남도에 있는 국립 대학이다. 대학본부는 충청남도 공주시이며 천안시와 예산군에 캠퍼스가 위치하고 있다.

## 역사

### 공주사범대학
1948년 7월 31일에 주한미군정청 문교부에서 설립을 인가해서 충청남도립 공주사범대학으로서 그해 말에 개강했다. 이때 교사와 시설은 훗날 공주교육대학교의 전신이 된 공주여자사범학교 건물을 함께 썼다. 처음에는 국문과, 수학과, 가사과 밖에 없었지만 〈국립학교설치령〉의 개정과 더불어 꾸준히 교과 수가 늘어서 1989년까지 15개 학과와 9개 전공이 개설되었다.

### 종합대학교 승격
공주사범대학은 그해 11월 13일에 시행령 〈양성 25413-515〉에 따라 일반대학으로 개편하면서 12개 학과로 구성된 일반학부를 만들었고, 1990년 3월 1일에는 〈국립학교설치령〉 개정령(대통령령 제12941호)에 따라 이름이 공주사범대학에서 공주대학으로 바뀌었다. 이 시행령이 대통령령으로 1991년에 다시 개정되면서 공주대학은 종합대학교로 승격했다.

### 통합
지명을 교명으로 썼음에도 불구하고 공주대학교의 캠퍼스가 공주시 바깥 충청남도 곳곳에 흩어져 있는 것은 충청남도의 몇몇 대학들이 공주대학교와 통합되었기 때문이다. 1992년에 예산군에 있는 예산농업전문대학이 공주대학교에 통합되었고, 2001년에는 공주시 옥룡동에 있던 공주문화대학이 통합되어 공주대학교 영상보건대학이 되었다. 2005년에는 천안시에 있는 천안공업대학이 공주대학교 공과대학으로 통합·개편되었다.

## 조직
공주대학교는 7개 단과대학, 2개 독립학부, 10개 대학원으로 구성되어 있다.

## 같이 보기
- 국립공주대학교 사범대학 부설고등학교
- 국립공주대학교 사범대학 부설중학교
- 국립공주대학교 사범대학 부설특수학교